# Olenecamptus somalius
Olenecamptus somalius är en skalbaggsart som beskrevs av Dillon 1948. Olenecamptus somalius ingår i släktet Olenecamptus och familjen långhorningar. Inga underarter finns listade i Catalogue of Life.